# Kamienica Związku Emerytów Banku Polskiego
Kamienica Związku Emerytów Banku Polskiego – kamienica w Warszawie, znajdująca się przy ul. Marszałkowskiej 18.

## Historia
Budynek został wzniesiony w latach 1935–1936 jako luksusowa kamienica funkcjonalistyczna o fasadzie oblicowanej gładkimi płytami żółtego piaskowca w kompozycji z rustyką międzyokiennych słupków i w loggiach. Bramę wjazdową w portalu wykonano z czarnego bazaltu, drzwi z miedzi. Budowę obiektu rozpoczęto dla rodziny Robinsonów, ale przed ukończeniem budynek przeszedł na własność Związku Emerytów Banku Polskiego. Kamienicę zaprojektował Lucjan Korngold.
24 lipca 2012 budynek został wpisany do gminnej ewidencji zabytków m.st. Warszawy, a 30 listopada 2015 – do rejestru zabytków.